# Styringomyia biroi
Styringomyia biroi är en tvåvingeart som beskrevs av Edwards 1924. Styringomyia biroi ingår i släktet Styringomyia och familjen småharkrankar. Inga underarter finns listade i Catalogue of Life.